# 京都市民映画祭
『京都市民映画祭』（きょうとしみんえいがさい）は、日本映画の映画祭。テレビドラマも表彰され、京都市で開催されていた。

## 概要
戦後、京都が映画集積地であった頃、松竹、大映、東映と邦画の4分の3、年間150本余りが京都の撮影所で作られていた。当時の映画記者クラブの発案で、1954年に「京都市民映画祭」がスタートした。松竹・大映・東映・東宝・日活がしのぎを削っていた京都で製作された映画から、毎年11月に部門毎に優秀賞を贈呈。京都の映画産業が大きかった時代には、全国的な賞として取り上げられていた。1978年4月6日に日本アカデミー賞が催されると、同映画祭は1977年を最後に1978年以降は開催されなくなる。東映太秦映画村はこの事業を継承し、1999年以降は「京都映画祭」に引き継がれ、隔年で表彰してきた。2014年に京都国際映画祭とリニューアルされた。

## 主な表彰

### 映画
1954年
- 音楽賞 - 黛敏郎

1955年
- 音楽賞 - 早坂文雄

1956年
- 音楽賞 - 伊福部昭

1958年
- マキノ省三賞 - 片岡千恵蔵

1959年
- 撮影賞 - 今井ひろし 『歌麿をめぐる五人の女』

1962年
- 助演女優賞 - 江利チエミ 『ちいさこべ』

1963年
- 監督賞 - 工藤栄一 『十三人の刺客』
- マキノ省三賞 - 伊藤大輔

1964年
- 主演男優賞 - 八代目 市川雷蔵 『剣』
- 助演男優賞 - 田村高廣 『仇討』

1966年
- 主演女優賞 - 三田佳子 『四畳半物語 娼婦しの』
- 助演男優賞 - 藤岡琢也 『丹下左膳・飛燕居合斬り』

1968年
- 主演男優賞 - 八代目 市川雷蔵 『華岡青洲の妻』

1969年
- 主演男優賞 - 千葉真一 『日本暗殺秘録』
- 脚本賞 - 笠原和夫 『日本暗殺秘録』
- 新人賞 - 倍賞美津子 『人斬り』
- マキノ省三賞 - 八代目 市川雷蔵

1972年
- 新人賞 - 川崎あかね 『女生きてます 盛り場渡り鳥』

1975年
- 助演男優賞 - 川谷拓三 『県警対組織暴力』

1976年
- 主演男優賞 - 千葉真一 『沖縄やくざ戦争』
- 主演女優賞 - 梶芽衣子 『無宿』

1977年
- 助演女優賞 - 野川由美子 『北陸代理戦争』

### テレビドラマ
1966年
- 主演男優賞 - 栗塚旭 『新選組血風録』

1967年
- 女優賞 - 土田早苗 『風』